# Communauté de communes du Plateau de Lannemezan (2003-2013)
Pour les articles homonymes, voir Communauté de communes du Plateau de Lannemezan.
La communauté de communes du Plateau de Lannemezan est une ancienne communauté de communes française, située dans le département des Hautes-Pyrénées et la région Midi-Pyrénées. 

## Historique
Créée le 24 décembre 2003 et a fusionné le 1er janvier 2014 avec la communauté de communes des Baïses pour devenir la communauté de communes du Plateau de Lannemezan et des Baïses.

## Localisation
Elle se situait au pied des Pyrénées sur le plateau de Lannemezan

## Composition

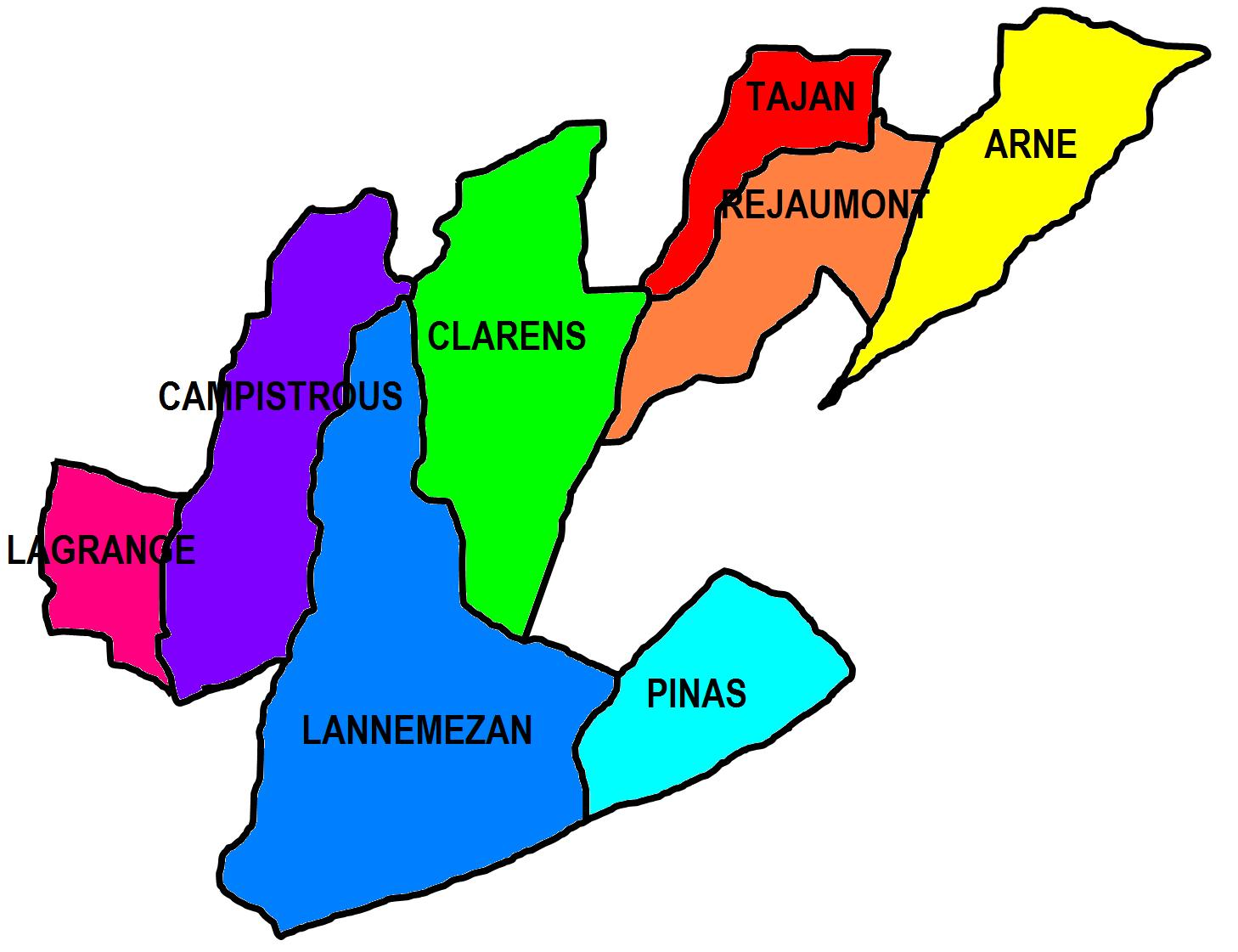

Elle est composée des communes suivantes :
| Nom                | Code Insee | Gentilé         | Superficie (km2) | Population (dernière pop. légale) | Densité (hab./km2) |
| ------------------ | ---------- | --------------- | ---------------- | --------------------------------- | ------------------ |
| Lannemezan (siège) | 65258      | Lannemezanais   | 19,03            | 5 912 (2014)                      | 311                |
| Arné               | 65028      | Arnois          | 8,34             | 214 (2014)                        | 26                 |
| Campistrous        | 65125      | Campistrousiens | 10,12            | 316 (2014)                        | 31                 |
| Clarens            | 65150      | Clarensois      | 11,30            | 504 (2014)                        | 45                 |
| Lagrange           | 65245      |                 | 3,58             | 228 (2014)                        | 64                 |
| Pinas              | 65363      | Pinassais       | 5,93             | 461 (2014)                        | 78                 |
| Réjaumont          | 65377      |                 | 6,70             | 176 (2014)                        | 26                 |
| Tajan              | 65437      |                 | 4,93             | 147 (2014)                        | 30                 |